# Вацек Іван Прокопович
Іван Прокопович Вацек (28 грудня 1870, місто Відень, тепер Австрія — 27 березня 1951, місто Тбілісі, тепер Грузія) — радянський партійний діяч, революціонер, голова Центральної контрольної комісії КП(б) Азербайджану, секретар партійної колегії Закавказької ЦКК ВКП(б), прокурор Закавказької залізниці. Член ЦК КП(б) Азербайджану, член ЦК КП(б) Грузії, член та голова Ревізійної комісії ЦК КП(б) Грузії. Депутат Верховної Ради СРСР 1—3-го скликань (в 1937—1951 роках).

## Біографія
Народився в родині чеського робітника Вендлевського збройного заводу у місті Відні. У 1876 році родина Вацеків переїхала до Російської імперії. У 1889 році закінчив Ковенське двокласне німецьке училище.
З 1889 року був учнем слюсаря на заводі Шмідта в місті Ковно, де приєднався до революційного руху. У 1890 році, через переслідування поліції, залишив Ковно і переїхав до Баку, де до 1893 року працював слюсарем на заводі.
У 1893—1896 роках відбував військову службу в австро-угорській армії.
У 1896 році повернувся до Баку, працював слюсарем в механічній майстерні Нобеля в «Чорному місті». Потім служив у прикордонній сторожі в Баку, звідки був звільнений за революційну пропаганду. Повернувся на роботу до майстерень Нобеля, де у 1898 року став одним із організаторів першого нелегального соціал-демократичного гуртка в Баку. Деякий час працював на заводі «Надія» в Баку, де також організував нелегальний гурток із молодих робітників. У 1902 році Івана Вацека звільнили із заводу, довгий час був безробітним. У 1903 році короткий час працював на заводі Нобеля в Балаханах, звідки його звільнили за революційну діяльність та за активну участь у липневому загальному страйку бакинських робітників 1903 року.
Член РСДРП(б) з 1903 року. 
З липня 1903 року працював робітником Бібі-Ейбатського нафтового товариства в Баку.  У жовтні 1905 року очолював революційні дружини, які звільняли ув'язнених; під час погромів брав активну участь у спробі організувати відсіч «чорній сотні».
У 1905—1912 роках — голова Бібі-Ейбатського районного комітету РСДРП та член Бакинського комітету РСДРП, скарбник (касир) Бакинського комітету РСДРП.
У 1915 році переїхав до міста Теджен (Закаспійської області), де працював машиністом на водокачці. У березні 1917 року брав участь в арешті місцевої влади, організації ради та її виконкому.
Влітку 1917 року повернувся до Баку, з липня 1917 року був членом Бакинського комітету РСДРП(б).
У 1917—1918 роках — районний комісар праці у «Чорному місті» (Баку) та заступником голови, а потім (після від'їзду П'ятакова) — голова Чорноміського районного комітету РСДРП(б). Член Бакинської ради та Бакинського комітету РСДРП(б).
На початку лютого 1918 року очолив загін Червоної гвардії, який вирушив до Персії за зброєю. У липні 1918 року повернувся до Баку. Служив командиром пристані у радянському загоні Петрова, вербував молодь у загін. Брав участь у боях із інтервентами. У серпні 1918 року виїхав з Баку до Астрахані.
У 1918—1920 роках — в Астраханській губернській надзвичайній комісії (ЧК) та начальник Єнотаївської міської ЧК; голова Єнотаївського повітового комітету РКП(б) Астраханської губернії. У квітні 1920 року повернувся до Баку.
З жовтня 1920 року — голова Центральної контрольної комісії (ЦКК) КП(б) Азербайджану.
З 1924 року — член президії та секретар партійної колегії Центральної контрольної комісії при ЦК ВКП(б) по Закавказзю.
У 1937—1939 роках — прокурор Закавказької залізниці.
З 1939 року — персональний пенсіонер, голова Ревізійної комісії ЦК КП(б) Грузії.
Помер 27 березня 1951 року після тривалої, важкої хвороби в Тбілісі.

## Нагороди
- орден Леніна (1945)
- орден Трудового Червоного Прапора Закавказької РФСР
- медаль «За оборону Кавказу»
- медаль «За доблесну працю у Великій Вітчизняній війні 1941—1945 рр.»